# Cuscuta rotundiflora
Cuscuta rotundiflora là một loài thực vật có hoa trong họ Bìm bìm. Loài này được Hunz. mô tả khoa học đầu tiên năm 1957.